# Qnet
Qnet (попередні назви GoldQuest, QuestNet, QI Limited) — компанія з прямих продажів зі штаб квартирою в Гонконзі. Є дочірньою компанією і основним активом QI Group. Qnet через платформу електронної комерції надає різноманітні послуги та товари: предмети розкоші, засоби тої гігієни та догляду, продукти для дієт, біологічно активні добавки, ювелірні прикраси, годин, присипка для мастил, послуги мережевих торгів, освіта, тощо. Компанія діє в понад 30 країнах . Компанія розбудовується за принципом багаторівневого маркентингу. Була заснована в 1998 році Віджей Есвараном (з Малайзії) та Джозефом Бісмарком (з Сінгапуру).

## Історія

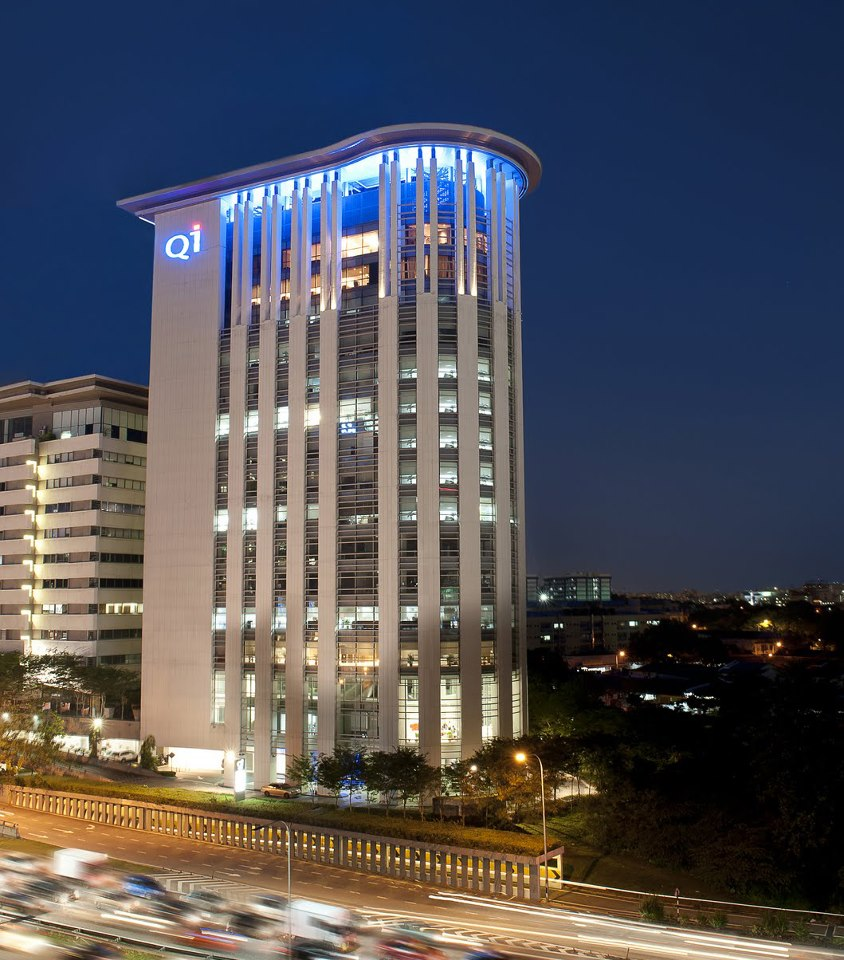
Міжнародний центр підтримки QI Group.
Петалінг-Джая, місто-супутник Куала-Лумпур.

Компанія була заснована в Гонконзі (Китай), в 2000 році Віджеєм Есвараном та Джозефом Бісмарком, як основна дочірня компанія QI Group. Спершу компанія називалася GoldQuest, згодом — QuestNet та спеціалізувалася на виготовленні нумізматичних монет на замовлення. Пізніше додалася дистрибуція предметів розкоші: ювелірні вироби та годинники.
В 1999-му діяльність компанія було розширено на Малайзію та Сінгапур. Того ж року розпочато співпрацю з нумізматичною компанією B.H. Mayer's Mint (Німеччина). 
Впродовж 2001-го до сфери активності Qnet додалися Об'єднані Арабські Емірати, Індія, Індонезія і Таїланд. Тоді ж запускається бренд туристичних послуг — QVI CLUB. 
В 2004-му кількість самостійних представників компанії у світі досягає одного мільйона. 
2005-го року відкривається готельний комплекс Prana Resorts & Spa на тихоокеанському прибережному острові Самуї (провінція Сураттхані, Таїланд). 
2012 рік — Qnet розповсюджується на азійські країни В'єтнам та Філіппіни, а також на центральноафриканську Руанду.  Наприкінці року чисельність самостійних представників компанії сягнула 4.5 млн. 
Станом на 2016-й рік компанія здійснює операції в понад 30 країнах.

## Товари та послуги
Перелік основних напрямків діяльності 
- Продукти для здоров'я
- Косметичні засоби та засоби гігієни
- Годинники та ювелірні вироби
- Освітні програми
- Туристичні послуги
- Мережеві сервіси
- Присипки для мастил

З 2002 року компанія почала надавати послуги для мандрівок та відпочинку.
До 2006 року запущено маркетинг "бажаних товарів": біологічно активні добавки, продукція для здоров'я особистої гігєни. Обсяги продажу "бажаних товарів" становлять 30% від доходу компанії  

### Монети та ювелірні вироби
На початках компанія під брендами GoldQuest, QuestNet реалізовувала тільки нумізматичні монети (зокрема золоті), часто на відзначення головних спортивних подій.
За даними сайту компанії, 1999 року Qnet отримав права на поширення пам'ятних монет на честь XXVII Літніх Олімпійських ігор, які відбулися в Сіднеї наступного року. Компанія укладала угоду з офіційним правом продажу монет, присвячених Чемпіонату світу з футболу 2002 року в Кореї і Японії. Випуски пам'ятних монет про Літні Олімпійські ігри 2004 в Афінах та Літні Олімпійські ігри 2008 в Пекіні.
Продовольча та сільськогосподарська організація ООН (FAO) призначає QNET ексклюзивним міжнародним агентом по Програмі золотих монет FAO.

### Мережева торгівля
Компанія за рік від власного заснування зробила акцент на розвитку електронної комерції та просуванні власних товарів і послуг через Інтернет-продажі.

## Благодійність
За інформацією з власного сайту компанії, Qnet широко проводить спонсорську та благодійну діяльність.
2005-го спонсорує національну футбольну збірну Бразилії на товариських матчах у Швейцарії. 
Спонсорує команду CIMB Team QI-Meritus з автоперегонів, яка стала чемпіоном в Шанхаї в юніорській формулі БМВ Азії.
2008-го року QNET стає основним спонсором і партнером команди QI-Meritus Mahara  в щорічних автоперегонах GP2 в Азії.
В 2009-2012 роках QNET виступила офіційним спонсором Ліги чемпіонів Азійської футбольної конфедерації на чотирирічний сезон.
Компанія була спонсором суперсерії відкритого чемпіонату з бадмінтону Yonex-Sunrise 2009 у Гонконзі.
QNET підписує угоду про довгострокову співпрацю з британсько-російською автогоночною командою Virgin Racing, яка дебютувала на Формула-1 в сезоні 2010.
В 2014 компанія організувала та провела у Нью-Делі власний професійний чемпіонат з тенісу серед жінок QNet Open.
Також компанія надає благодійну допомогу дітям з особливими потребами в Малайзії. В рамках співпраці з міжнародним благодійним євангельським фондом World Vision International допомогла 121 дитині з малозабезпечених сімей.
Компанія через свій фонд RYTHM-foundation пропагує вегетаріанство як норму життя, яка сприятиме оздоровленню людей. Це може сповільнити глобальне потепління та покінчити з голодом мільйонів людей завдяки вивільненню ресурсів з відгодовування свійської худоби на забій. Посприяє подальшій гуманізації людства та забезпечення прав тварин. 
QNET Україна в рамках благодійної роботи міжнародного фонду Rhythm Foundation провела благодійну акцію в Київській області. Партнером QNET Україна став комплекс дитячих будинків сімейного типу «Естер», який розташований у Київській області . Комплекс ще знаходиться на етапі завершення будівництва, однак в ньому проживає п'ять родин (дві з них переїхали із зони проведення АТО), в яких виховуються діти-сироти. Загалом в «Естер» свій побут налагоджують 28 неповнолітніх дітей разом зі своїми новими батьками. Мешканці комплексу отримали як подарунки комплект меблів, побутову техніку (холодильник, мікрохвильова піч, дрібна кухонна техніка), дитячі розвиваючі ігри, продукти першої необхідності та особистої гігієни  [Архівовано 28 серпня 2017 у Wayback Machine.].

## Представництво в Україні
25 листопада 2016 року — відбулася церемонія урочистого відкриття українського представництва. З офісом в центрі Києва. 
27 листопада 2016 — був проведений національний лідерський тренінг лідерів компанії в Україні."Leadership"
Український офіс компанії виконує задачі: консультації щодо компанії та продукції, обслуговування та супровід клієнтів, підготовка незалежних представників, в тому числі коуч-сесії, основи мережевого маркетингу, тренінги з продукту, ефективні продажі та інше.
Найпопулярнішими товарами серед українських споживачів QNET є туристичні путівки, люксові швейцарські годинники Cimier та ювелірні прикраси Bernhard H. Mayer. Загалом компанія пропонує споживачам 30 різних брендів в товарних категоріях: товари для гарного самопочуття, засоби особистої гігієни, ювелірні прикраси, здорове харчування, туристичні путівки, предмети роскошу, засоби для дому, продукти контролю за вагою, навчальні он-лайн курси  [Архівовано 28 серпня 2017 у Wayback Machine.]. 

## Критика
2011-го року російське видання "Новая Газета" ініціювала збір підписів з метою заборони діяльності компанії в Росії та надіслала запит в Генеральну прокуратуру РФ щодо розслідування діяльності компанії.  За підсумками запиту діяльність компанії в РФ не була обмежена.
В Україні компанія Qnet неодноразово піддавалася критиці з боку українських телеканалів, однак всі матеріали мають характер наклепу та жодним чином не відображають законну роботу Qnet.  